# Sportåret 1882

## Händelser

### Baseboll
- Chicago White Stockings vinner National League och Cincinnati Red Stockings vinner American Association.[1]

### Boxning
- 7 februari - John L. Sullivan besegrar Paddy Ryan i nionde ronden i Mississippi City och gör anspråk på den amerikanska tungviktstiteln. Förutom Sullivans berömda match 1889 mot Jake Kilrain, är detta den sista större matchen utan handskar London Prize Ring Rules. Sullivan kommer från och med nu att slåss Queensberryreglerna med handskar, och från 1885 bli första allmänt erkände världsmästaren.[2].

### Cricket
- 17 februari - Första testmatchen på Sydney Cricket Ground spelas.[3]
- Okänt datum - Lancasshire CCC och Nottinghamshire CCC delar på titeln vid County Championship [4].

### Fotboll
- 18 februari - Irland spelar sin första officiella landskamp i fotboll, då man i Belfast förlorar med 0–13 mot England.[5]

### Hästsport
- 17 maj - Vid åttonde Kentucky Derby vinner Babe Hurd  på Apollo med tiden 2:40.25.[3]

### Lacross
- 11 mars - Intercollegiate Lacrosse Association grundas i Princeton New Jersey.[3]

### Rodd
- 1 april - Oxfords universitet vinner universitetsrodden mot Universitetet i Cambridge.

### Segling
- 17 juni - Kungliga Svenska Segelsällskapet firar 50-årsjubileum.

## Bildade föreningar och klubbar
- 5 december - Gefle IF, diverse sporter.[6]

## Födda
- 7 januari – Humbert Lundén, svensk seglare, olympisk guldmedaljör.
- 20 april – Harry Rosenswärd, svensk seglare, olympisk guldmedaljör.
- 25 maj – Filip Ericsson, svensk seglare, olympisk guldmedaljör.
- 9 juli – Gustaf Kilman, svensk ryttare, olympisk guldmedaljör.
- 17 juli – Oswald Holmberg, svensk gymnast, olympisk guldmedaljör.
- 26 augusti – Carlo Galetti, italiensk cyklist, vinnare av Giro d'Italia tre gånger i rad.
- 2 september – Paul Isberg, svensk seglare, olympisk guldmedaljör.
- 12 september – Sven Forsman, svensk gymnast, olympisk guldmedaljör.
- 24 september – Max Decugis, fransk tennisspelare, vinnare av herrsingeln i Franska öppna åtta gånger.
- 17 december – Axel Sjöblom, svensk gymnast, olympisk guldmedaljör.

### Fotnoter
1. ↑  ”The 1882 Season” (på engelska). Retrosheet. http://www.retrosheet.org/boxesetc/1882/Y_1882.htm. Läst 25 juli 2015.
2. ↑  Cyber Boxing Zone – John L Sullivan. läst 12 november 2009.
3. 1 2 3  ”Chronology of Sports”. Arkiverad från originalet den 4 oktober 2011. https://web.archive.org/web/20111004142142/http://worldtimeline.info/sports/spor1880.htm. Läst 18 juli 2011.
4. ↑  En inofficiell titel fram till december 1889 då första officiella County Championship spelades.
5. ↑  ”(Northern) Ireland - International Results” (på engelska). RSSSF. http://www.rsssf.com/tablesn/nil-intres.html. Läst 20 augusti 2011.
6. ↑  Martin Alsiö (10 mars 2004). ”De allsvenska klubbarnas födelsedagar”. Bolletinen. http://www.bolletinen.se/sfs/allsvenskan/grundades.pdf. Läst 18 februari 2015.